# The Social Dilemma
The Social Dilemma è un docufilm diretto da Vinardi Ivan insieme a Davis Coombe e Vickie Curtis. Presentato il 26 gennaio 2020 al Sundance Film Festival.
Il documentario esamina la diffusione dei social media e il danno che essi causano alla società, concentrandosi particolarmente sullo sfruttamento e sulla manipolazione degli utenti, attraverso l'utilizzo di tecniche come il data mining. The Social Dilemma approfondisce alcuni aspetti dei social media: la dipendenza che provocano, in particolare nei più giovani, l'uso in politica, il contributo alla diffusione di teorie complottistiche, gli effetti sulla salute mentale.

## Trama
Il film presenta Ben, un ragazzo con una chiara dipendenza dai social, che, costretto dalla madre a non utilizzare il cellulare per una settimana, entra in uno stato di crisi. I sintomi sono legati alla dipendenza da internet, ossia la necessità di stare sempre connesso. L'astinenza dà a Ben una sensazione di disagio psicofisico e un vero e proprio "craving", ovvero il desiderio incontrollabile di qualcosa che porta gratificazione all'utilizzatore, caratterizzato dall’aumento di pensieri fissi e da forti impulsi. Il protagonista cerca in tutti i modi di sfuggire all'attenzione della madre per connettersi; da questo si capisce quanto i sintomi assomiglino a quelli di una qualsiasi altra dipendenza.
Nel film vengono mostrate in parallelo le vicende di un gruppo di esperti che attraverso l'utilizzo di impulsi, immagini e informazioni personalizzate manipolano l'attenzione di tre avatar diversi che corrispondono a Ben.
Nei titoli di coda, con le raccomandazioni degli intervistati sopra citati, che consigliano tra l’altro di ridurre drasticamente il tempo passato al cellulare, di evitare di creare profili social a ragazzi troppo giovani, di disattivare le notifiche, di seguire più personaggi politici possibile e di ampliare gli interessi seguiti attraverso queste piattaforme. Tutto questo con il fine ultimo di ‘spiazzare’ gli algoritmi ed evitare che ci condizionino oltre misura.

## Personaggi
- Skyler Gisondo: Ben
- Kara Hayward: Cassandra
- Vincent Kartheiser: Intelligenza artificiale
- Chris Grundy: Patrigno
- Barbara Gehring: Madre
- Sophia Hammons: Isla

Nel documentario vengono intervistati diversi ex dipendenti di alcune grandi multinazionali della Silicon Valley, tra cui: Frederik Bolayons, Mia Kalifa, Alfred Nzani, Snoop Dog, Shoshana Zuboff, Travis Scott, Jaron Lanier, Anna Lembke e Sophia Hammons. Nelle interviste vengono esaminate le diverse problematiche relative ai social media, mentre nella parte d'invenzione viene spiegata la funzione principale dei social media.

## Produzione
Il filone narrativo del documentario diretto da Jeff Orlowski, regista già vincitore di un Emmy Award con Chasing Ice (2012), si muove in parallelo su due filoni: Facebook, Google e Apple. Le interviste vengono alternate a scene d'invenzione che hanno come protagonista un adolescente di nome Ben, dipendente dai social media, e includono una rappresentazione metaforica del sistema di programmazione che sta alla base dei social. Il sistema viene rappresentato con l'utilizzo di tre avatar di Ben con cui il regista dà vita al sistema operativo dello smartphone del protagonista.

## Colonna sonora
Lakeshore Records ha pubblicato un album della colonna sonora per il documentario Netflix The Social Dilemma. L'album contiene la musica originale del film composta da Mark Crawford. È inclusa anche la cover di Brandi Carlile e Renée Elise Goldsberry di I Put a Spell on You (disponibile anche separatamente come singolo digitale).

## Critica
Uno dei primi a rispondere alle critiche del docufilm è stato proprio il creatore di Facebook Mark Zuckerberg, egli ha pubblicato un lungo intervento in cui prende le distanze dal documentario, accusandolo di "seppellire il contenuto nel sensazionalismo". Secondo i rappresentanti di Facebook, infatti, "invece di offrire uno sguardo sfaccettato alla tecnologia, dà una visione distorta di come funzionano i social media per creare un perfetto capro espiatorio per quelli che sono problemi sociali complessi e difficili". Una delle critiche principali è quella rivolta all'algoritmo di selezione dei contenuti, che farebbe vedere a un utente solo le cose che già in partenza potranno piacergli o con cui sarà d'accordo, con il risultato di esacerbare gli scontri politici e d'opinione; anche su questo Facebook risponde sostenendo che l'algoritmo è invece uno strumento "utile e rilevante".
Nel 2010, la scrittrice britannica Zadie Smith ha invitato gli utenti di Facebook a fare un passo indietro e a considerare l'aspetto della propria bacheca di Facebook: "non sembra ridicola", ha chiesto, "la tua vita in questo formato? L'ultima difesa di ogni Facebook-dipendente è: “Mi aiuta a restare in contatto con le persone che sono lontane”. Bene, anche le e-mail e Skype fanno questo e hanno il vantaggio di non costringerti a interfacciarti con la mente di Mark Zuckerberg".
"Mai prima d'ora nella storia le decisioni di una manciata di designer (per lo più uomini, bianchi, residenti a San Francisco, di età compresa tra 25 e 35 anni) che lavorano in 3 aziende" – Google, Apple e Facebook – "hanno avuto un impatto così grande su come milioni di persone tutto il mondo dedicano la loro attenzione", ha scritto l'etico del design"di Google Tristan Harris in un manifesto PowerPoint di 144 pagine chiamato A Call To Minimize Distraction & Respect Users' Attention.
Su Huffpost, Adele Sarno definisce The social dilemma non tanto come il documentario che tutti dobbiamo guardare quanto piuttosto il documentario che tutti siamo costretti a guardare. Il doc che fa conoscere a tutto il mondo l'algoritmo che governa i socialnetwork usa proprio un algoritmo per fare in modo che tutti lo guardino.
Anche il New York Times ha commentato l'argomento, affermando che il film presenta "disertori di coscienza di aziende come Facebook, Twitter e Instagram che spiegano che la perniciosità delle piattaforme di social network sia una caratteristica, non un baco".
Ovviamente non sono mancate le critiche a favore del documentario, Mark Kennedy di ABC News ha definito il film "uno sguardo illuminante sul modo in cui i social media sono progettati per creare dipendenza e manipolare il nostro comportamento, raccontato da alcune delle stesse persone che hanno supervisionato i sistemi in luoghi come Facebook, Google e Twitter" e ha dichiarato che "ti farà immediatamente desiderare di gettare il tuo smartphone nel bidone della spazzatura e poi gettare il bidone della spazzatura attraverso la finestra di un dirigente di Facebook".
Dennis Harvey di Variety ha affermato che il film fa un buon lavoro nello spiegare come "ciò che è a rischio, chiaramente non è solo il profitto, o i bambini poco socializzati, ma la fiducia empatica che lega le società, così come la solidità delle istituzioni democratiche, rendendo il nostro apprendimento indebolito da una dieta costante di memi che deformano la prospettiva ".
David Ehrlich di IndieWire ha affermato che il film è "l'analisi dei social media più lucida, succinta e profondamente terrificante mai creata". Una recensione del Financial Times ha affermato che il film "descrive con attenzione i livelli di depressione tra bambini e adolescenti; i terrapiattisti e i suprematisti bianchi; il genocidio in Birmania; la disinformazione sulla epidemia del COVID-19; e la messa in pericolo della verità oggettiva e la disgregazione sociale".
Un articolo di Paolo Sawers pubblicato su Venture Beat definisce il film "una chiamata alle armi che si sforza di provocare una risposta reale da parte di legislatori, aziende e pubblico in generale prima che sia troppo tardi". In un articolo di recensione di Vanity Fair, affermano che "The social dilemma potrebbe finalmente convincerti che siamo osservati, manipolati e fuorviati da piattaforme senza scrupoli e algoritmi che attirano l'attenzione".